# Enhörningen (film)
Enhörningen är en svensk dramafilm från 1955 i regi av Gustaf Molander.

## Handling
Harriet och Frank Allard lever i ett väl ingånget äktenskap. För många år sedan hade Harriet en kort affär med en kollega till Frank, Claes von Klitzow, som gjorde henne med barn, sonen Christer. Ingen vet något och Harriet tror att allt ligger bakom henne. Men en dag får hon veta att Christer tänker gifta sig med von Klitzows dotter Louise. De två är alltså halvsyskon. Sanningen kan hon inte säga och hennes strid med Christer gör att en djup klyfta uppkommer dem emellan.

## Om filmen
Filmen premiärvisades den 3 oktober 1955 på biograf Röda Kvarn i Stockholm. Den spelades in i Filmstaden Råsunda med exteriörer från Gustaf Adolfskyrkan med flera platser i Stockholm av Martin Bodin. Filmen har som förlaga Sigfrid Siwertz novell "Enhörningen" som ingår i samlingen Jag fattig syndig som utkom 1939.

## Roller i urval
- Inga Tidblad - överstinnan Harriet Allard
- Birger Malmsten - Christer Allard, hennes son
- Edvin Adolphson - Claes von Klitzow, kapten och storviltsjägare
- Olof Bergström - överste Frank Allard, Harriets man
- Sture Lagerwall - Ossian Liewenskiöld, Harriets kusin
- Kristina Adolphson - Louise von Klitzow, Claes dotter
- Isa Quensel - Harriets mor
- Hans Strååt - Harriets far
- Helge Hagerman - poliskommissarien
- Olav Riégo - överläkaren

## Musik i filmen
- Un voce poco fà. ur Il barbiere di Siviglia (Inom mig en röst jag hör/Rosinas cavatina), kompositör Gioacchino Rossini,italiensk text 1816 Cesare Sterbini svensk text 1825 Bernhard Crusell, sång Isa Quensel
- Ein Sommernachtstraum. Hochzeitmarsch (En midsommarnattsdröm. Bröllopsmarsch), kompositör Felix Mendelssohn-Bartholdy, instrumental.
- Dreamy Shadows, kompositör Horace Bick, instrumental.
- Always Romantic, kompositör Allan Gray, instrumental.
- Beside You, kompositör Howard Barnes, text Howard Barnes, Harold Fields och Lawrence Hall, instrumental.
- Swing Doors, kompositör Allan Gray, instrumental.
- Nocturne, piano, op. 48. Nr 1, kompositör Frédéric Chopin, framförs på piano av okänd pianist
- Spansk folkdans, instrumental.
- Visa, kompositör Adèle Orlando, framförs på franska av Adèle Orlando
- Slippery Samba, kompositör Georges Cugaro, instrumental.